# Up All Night (film)
Up All Night è un film per la televisione del 2007, diretto da Scott Silveri.

## Trama
Narra della storia di un gruppo di scapestrati e delle loro scorribande notturne.